# Virgil Bercea
Virgil Bercea (n. 9 decembrie 1957, Habic, Mureș) este din 1997 episcop român unit al Episcopiei de Oradea.

## Biografie
Virgil Bercea s-a născut în data de 9 decembrie 1957 în satul Habic, ca fiu al lui Simion Bercea și al Lucreției. Bunica sa a fost sora episcopului Alexandru Todea, conducătorul clandestin Bisericii Române Unite, apoi cardinal. Studiile elementare le-a urmat între anii 1964 și 1972 în satul natal, după care a studiat la liceul din Reghin, între anii 1972 și 1976. 
După satisfacerea stagiului militar a urmat cursurile Facultății de Agronomie (1977-1981) din cadrul Institutului Agronomic din Cluj, fiind apoi repartizat ca inginer agronom și cercetător științific la Stațiunea de Cercetări Târgu Mureș, unde a lucrat până în anul 1990. 
În timpul facultății a urmat clandestin cursuri de teologie, fiind îndrumat și sprijinit în mod permanent de către episcopul Alexandru Todea. A fost hirotonit apoi ca preot la 9 decembrie 1982, de către Alexandru Todea, unchiul său. Virgil Bercea a desfășurat ca preot o activitate pastorală clandestină în municipiul Târgu Mureș și în împrejurimi. 
În perioada 1990-1992 a urmat o specializare în teologie dogmatică la Universitatea Urbaniana din Roma, unde și-a susținut licența. După examenul de licență s-a întors în România, la Blaj, unde a fost numit vicar general și cadru didactic la Academia Teologică.

## Episcop greco-catolic
La 20 iulie 1994 papa Ioan Paul al II-lea l-a numit episcop titular de Pupiana și episcop-auxiliar al Arhieparhiei de Făgăraș și Alba Iulia. La 8 septembrie 1994 a fost consacrat în Catedrala din Blaj ca episcop auxiliar de către arhiepiscopul Lucian Mureșan, mitropolit al Bisericii Române Unite cu Roma, asistat de arhiepiscopul George Guțiu al Episcopiei de Cluj-Gherla și de episcopul Ioan Ploscaru al Episcopiei de Lugoj. 
La 6 noiembrie 1996 papa Ioan Paul al II-lea l-a numit episcop coadjutor al Eparhiei de Oradea Mare, pentru ca, mai apoi, la 8 iunie 1997, să-i succeadă episcopului Vasile Hossu ca episcop eparhial.  
În anul 2003 i-a fost conferit titlul academic de doctor în teologie de către Universitatea Pontificală Urbaniana din Roma. 
La sfârșitul anului 2004, după alegerea lui Traian Băsescu în funcția de președinte al României, a refuzat o distincție conferită de fostul președinte Ion Iliescu în data de 7 februarie 2004. Refuzul a fost motivat prin faptul că acordarea acestei distincții ar fi fost făcută în scop electoral, în favoarea candidatului Adrian Năstase. 
În timpul păstoririi sale Eparhiei de Oradea Mare i-au fost restituite mai multe biserici, palatul episcopal și Catedrala Sf. Nicolae din Oradea, care fuseseră expropriate odată cu instaurarea regimului comunist.

## Procesul penal
În data de 10 martie 2015 episcopul Bercea a fost trimis în judecată de Serviciul Teritorial Oradea al DNA, sub acuzația de a-l fi mituit pe primarul municipiului Beiuș, de asemenea trimis în judecată. În data de 9 februarie 2017 Curtea de Apel Oradea l-a condamnat pe primarul Adrian Domocoș la 7 ani de închisoare pentru fapte de corupție, iar pe episcopul Bercea l-a achitat în baza art. 16 litera b din codul de procedură penală („fapta nu este prevăzută de legea penală ori nu a fost săvârșită cu vinovăția prevăzută de lege”). Recursul formulat de DNA urma să fie judecat de ÎCCJ în data de 30 octombrie 2018..A fost achitat definitiv, in 14.12.2018, prin sentinta 338 a ICCJ Bucuresti.

## Distincții
A fost decorat în decembrie 2000 cu Ordinul național Serviciul Credincios în grad de Comandor „pentru slujirea cu cinste, evlavie și dragoste de oameni a cuvântului lui Dumnezeu”.
A fost decorat în februarie 2004 cu Ordinul Meritul Cultural în grad de Comandor, Categoria G - „Cultele”, „în semn de apreciere deosebită pentru activitatea susținută în domeniul cultelor, pentru spiritul ecumenic și civic dovedit și pentru contribuția avută la întărirea legăturilor interconfesionale, de bună și pașnică conviețuire între toți oamenii”.